# Melaleuca depressa
Melaleuca depressa är en myrtenväxtart som beskrevs av Friedrich Ludwig Diels. Melaleuca depressa ingår i släktet Melaleuca och familjen myrtenväxter. Inga underarter finns listade i Catalogue of Life.